# Чемпионат мира по баскетболу 2019. Группа L
В этой статье представлено положение команд и результаты матчей в группе L второго этапа за 1-16 места чемпионата мира по баскетболу 2019. Учитываются результаты первого этапа. Команды сыграют друг с другом в один круг, с которыми не играли на первом этапе. Матчи пройдут с 7 сентября по 9 сентября 2019 года в Спортивном центре в Шэньчжэня. По результатам, команда занявшие 1-е и 2-е места в группе, выходят в стадию плей-офф. Команда, занявшая 3-е место в группе, займёт 9-12 места в общем зачёте, занявшее 4-е место - 13-16 места.

## Положение команд
| Команда                  | Игр | В | П | МЗ  | МП  | МР  | Очки |
| ------------------------ | --- | - | - | --- | --- | --- | ---- |
| Австралия                | 5   | 5 | 0 | 458 | 416 | +42 | 10   |
| Франция                  | 5   | 4 | 1 | 447 | 369 | +78 | 9    |
| Литва                    | 5   | 3 | 2 | 424 | 336 | +88 | 8    |
| Доминиканская Республика | 5   | 2 | 3 | 337 | 390 | −53 | 7    |

## Результаты матчей
Время матчей дано по UTC+8:00

### 4-й тур

#### Австралия — Доминиканская Республика
| 7 сентября 2019 16:00 | Протокол | Австралия                  | 82:76    | Доминиканская Республика | Молодёжный олимпийский спортивный парк, Нанкин Судьи: Толга Шахин Хуан Фернандес Луис Кастильо |
| 7 сентября 2019 16:00 | Протокол | 24–19, 16–19, 17–14, 25–24 |          |                          | Молодёжный олимпийский спортивный парк, Нанкин Судьи: Толга Шахин Хуан Фернандес Луис Кастильо |
| 7 сентября 2019 16:00 | Протокол | Патти Миллс 19             | Очки     | Элой Варгас 16           | Молодёжный олимпийский спортивный парк, Нанкин Судьи: Толга Шахин Хуан Фернандес Луис Кастильо |
| 7 сентября 2019 16:00 | Протокол | Ник Кей 8                  | Подборы  | Элой Варгас 7            | Молодёжный олимпийский спортивный парк, Нанкин Судьи: Толга Шахин Хуан Фернандес Луис Кастильо |
| 7 сентября 2019 16:00 | Протокол | Патти Миллс 9              | Передачи | Желвис Солано 9          | Молодёжный олимпийский спортивный парк, Нанкин Судьи: Толга Шахин Хуан Фернандес Луис Кастильо |

#### Франция — Литва
| 7 сентября 2019 20:00 | Протокол | Франция                           | 78:75    | Литва               | Молодёжный олимпийский спортивный парк, Нанкин Судьи: Антонио Конде Даниэль Гарсия Леандро Лескано |
| 7 сентября 2019 20:00 | Протокол | 26–14, 24–26, 15–14, 13–21        |          |                     | Молодёжный олимпийский спортивный парк, Нанкин Судьи: Антонио Конде Даниэль Гарсия Леандро Лескано |
| 7 сентября 2019 20:00 | Протокол | Эван Фурнье 24                    | Очки     | Йонас Валанчюнас 18 | Молодёжный олимпийский спортивный парк, Нанкин Судьи: Антонио Конде Даниэль Гарсия Леандро Лескано |
| 7 сентября 2019 20:00 | Протокол | Руди Гобер 8                      | Подборы  | Йонас Валанчюнас 8  | Молодёжный олимпийский спортивный парк, Нанкин Судьи: Антонио Конде Даниэль Гарсия Леандро Лескано |
| 7 сентября 2019 20:00 | Протокол | Эндрю Альбиси, Нандо де Коло по 4 | Передачи | Домантас Сабонис 4  | Молодёжный олимпийский спортивный парк, Нанкин Судьи: Антонио Конде Даниэль Гарсия Леандро Лескано |

### 5-й тур

#### Доминиканская Республика — Литва
| 9 сентября 2019 16:00 | Протокол | Доминиканская Республика   | 55:74    | Литва                                   | Молодёжный олимпийский спортивный парк, Нанкин Судьи: Стивен Андерсон Мартиньш Козловскис Хван Ин-Тэ |
| 9 сентября 2019 16:00 | Протокол | 14–19, 10–19, 15–14, 16–22 |          |                                         | Молодёжный олимпийский спортивный парк, Нанкин Судьи: Стивен Андерсон Мартиньш Козловскис Хван Ин-Тэ |
| 9 сентября 2019 16:00 | Протокол | Ригоберто Мендоса 14       | Очки     | Лукас Лекавичюс, Йонас Валанчюнас по 19 | Молодёжный олимпийский спортивный парк, Нанкин Судьи: Стивен Андерсон Мартиньш Козловскис Хван Ин-Тэ |
| 9 сентября 2019 16:00 | Протокол | Садиэль Рохас 6            | Подборы  | Йонас Валанчюнас 10                     | Молодёжный олимпийский спортивный парк, Нанкин Судьи: Стивен Андерсон Мартиньш Козловскис Хван Ин-Тэ |
| 9 сентября 2019 16:00 | Протокол | Желвис Солано 6            | Передачи | Мантас Калниетис8                       | Молодёжный олимпийский спортивный парк, Нанкин Судьи: Стивен Андерсон Мартиньш Козловскис Хван Ин-Тэ |

#### Франция — Австралия
| 9 сентября 2019 20:00 | Протокол | Франция                    | 98:100   | Австралия            | Молодёжный олимпийский спортивный парк, Нанкин Судьи: Толга Шахин Хуан Фернандес Луис Кастильо |
| 9 сентября 2019 20:00 | Протокол | 24–23, 22–23, 29–25, 23–29 |          |                      | Молодёжный олимпийский спортивный парк, Нанкин Судьи: Толга Шахин Хуан Фернандес Луис Кастильо |
| 9 сентября 2019 20:00 | Протокол | Эван Фурнье 31             | Очки     | Патти Миллс 30       | Молодёжный олимпийский спортивный парк, Нанкин Судьи: Толга Шахин Хуан Фернандес Луис Кастильо |
| 9 сентября 2019 20:00 | Протокол | Эван Фурнье 6              | Подборы  | Эндрю Богут 6        | Молодёжный олимпийский спортивный парк, Нанкин Судьи: Толга Шахин Хуан Фернандес Луис Кастильо |
| 9 сентября 2019 20:00 | Протокол | Руди Гобер 6               | Передачи | Мэттью Деллаведова 9 | Молодёжный олимпийский спортивный парк, Нанкин Судьи: Толга Шахин Хуан Фернандес Луис Кастильо |